# Concesión Barco
La Concesión Barco fue una sociedad creada entre el militar y veterano de la Guerra de los Mil Días, Virgilio Barco M. y el gobierno colombiano, en la cual se le otorgó a la familia Barco la explotación de hidrocarburos de la región del Catatumbo, en  Norte de Santander.

## Historia
La concesión fue junto a la Concesión de Mares, la primera empresa de explotación de petróleos en Colombia, controlada por particulares. Luego de años de explotación, la familia Barco se convirtió en una de los clanes empresariales más importantes de su país.
En 1931 la Concesión Barco le cedió sus derechos a la Gulf Oil Company, pero continúa recibiendo un porcentaje por la explotación de hidrocarburos en la zona.